# Rich Sommer
Richard Olen Sommer II (* 2. února 1978, Toledo, Ohio, USA) je americký herec, který se proslavil díky roli Harryho Crana v seriálu Šílenci z Manhattanu. Zahrál si také ve filmech Ďábel nosí Pradu (2006), Celeste a Jesse navždy (2012), The Giant Mechanical Man (2012) a Hello, My Name Is Doris (2015).

## Životopis
Sommer se narodil v Toledu v Ohiu, ale vyrůstal ve Stillwater, Minnesota, kde navštěvoval střední školy Oakland Junior High School a Stillwater Area High School. Poté nastoupil na vysokou školu Concordia College v Moorheadu v Minnesotě, kde jeho oborem bylo drama. Zpíval ve sboru Concordia Choir. Založil improvizační skupinu Slush Puppies. V roce 2004 získal titul magistr umění na vysoké škole Case Western Reserve University v Clevelandu v Ohiu.

## Kariéra
V roce 2006 si zahrál po boku Anne Hathawayové ve filmu Ďábel nosí Pradu . Během let 2007 až 2015 hrál jednu z hlavních rolí seriálu stanice AMC Šílenci z Manhattanu, a to Harryho Crana. V roce 2008 si zahrál ve dvou dílech seriálu stanice NBC Kancl. V roce 2010 hrál roli Jimmyho Wilsona v seriálu Ošklivka Betty.
V roce 2011 si zahrál CIA konzultanta Malcolma Mitchella v seriálu stanice The CW Nikita. Následující rok, si zahrál po boku Boba Odenkirka a Jenny Fischer v romantickém komediálním filmu The Giant Mechanical Man. Menši roli si v roce 2012 zahrál v seriálu Zákon a pořádek: Útvar pro zvláštní oběti.
V březnu 2014 bylo oznámeno, že získal roli v pilotním projektu stanice CBS Good Session. Stanice však produkci seriálu neobjednala. V listopadu 2014 si zahrál roli Harlana Empleho v seriálu stanice CBS Jak prosté. Během února až března 2016 hrál po boku Eda Harrise a Amy Madigan v divadelní hře Buried Child. Roli Pierre Salingera si zahrál po boku Woodyho Harrelsona ve filmu Roba Reinera LBJ.
V roce 2018 si zahrál v hororovém filmu Léto roku 84. Od roku 2019 hraje jednu z hlavních rolí seriálu stanice The CW In the Dark.

## Osobní život
Sommer žije v Los Angeles se svou ženou Virginiou Donohoe, kterou si vzal dne 13. srpna 2005. Mají dvě děti.

## Filmografie

### Film
| Rok  | Název                       | Role            | Poznámky            |
| ---- | --------------------------- | --------------- | ------------------- |
| 2004 | Death 4 Told                | Donnie          |                     |
| 2006 | Ďábel nosí Pradu            | Doug            |                     |
| 2007 | Pose Down                   | Fredu           |                     |
| 2010 | Radio Free Albemuth         | agent FBI       |                     |
| 2011 | Mr. Stache                  | Pan Stache      | krátkometrážní film |
| 2012 | Celeste a Jesse navždy      | Max             |                     |
| 2012 | The Giant Mechanical Man    | Briane          |                     |
| 2012 | Fairhaven                   | Sam             |                     |
| 2015 | Hello, My Name Is Doris     | Robert          |                     |
| 2015 | My Name Is David            | student         |                     |
| 2016 | LBJ                         | Pierre Salinger |                     |
| 2017 | Girlfriend's Day            | Kamarád         |                     |
| 2017 | A Crooked Somebody          | Michael Vaughn  |                     |
| 2018 | Léto roku 84                | Wayne Mackey    |                     |
| 2018 | A Futile and Stupid Gesture | Harry Crane     |                     |

### Televize
| Rok        | Název                                      | Role                         | Poznámky                                                              |
| ---------- | ------------------------------------------ | ---------------------------- | --------------------------------------------------------------------- |
| 2007       | Zákon a pořádek                            | Mike Scholl                  | díl: „Talking Points“                                                 |
| 2007–2015  | Šílenci z Manhattanu                       | Harry Crane                  | 80 dílů                                                               |
| 2008       | Beze stopy                                 | Will Herring                 | díl: „Article 32“                                                     |
| 2008       | Kancl                                      | Alex                         | 2 díly                                                                |
| 2009       | Zákon a pořádek                            | Zach Marshall                | díl: „Doped“                                                          |
| 2009       | Ničivá bouře                               | Dr. Jack Hoffman             | 2 díly                                                                |
| 2010       | Ugly Betty                                 | Jimmy Wilson                 | díl: „Fire and Nice“                                                  |
| 2010       | Status: Nežádoucí                          | Winston                      | díl: „Friends and Enemies“                                            |
| 2011       | Kriminálka Las Vegas                       | Scott Horan                  | díl: „Buď chlap“                                                      |
| 2011       | Larry, kroť se                             | veterinář                    | díl: „Vow of Silence“                                                 |
| 2011       | Nikita                                     | Malcolm Mitchell             | 2 díly                                                                |
| 2012       | Zákon a pořádek: Útvar pro zvláštní oběti  | Boyd Hartwell                | díl: „Valentine's Day“                                                |
| 2013–2018  | Jak prosté                                 | Harlan Emple                 | 3 díly                                                                |
| 2014       | The League                                 | Freddie Mandino              | díl: „The Beach House“                                                |
| 2015       | Simpsonovi                                 | mladý muž (hlas)             | díl: „Marge taxikářkou“                                               |
| 2015–2017  | Normálka                                   | Del Hanlon (hlas)            | 7 dílů                                                                |
| 2015       | Comedy Bang! Bang!                         | agent Bill Ritz              | díl: „Skylar Astin Wears Blue Jeans and Weathered Brown Desert Boots“ |
| 2015       | Wet Hot American Summer: First Day of Camp | Graham                       | 6 dílů                                                                |
| 2015       | Playing House                              | Brian                        | díl: „Sleepless in Pinebrook“                                         |
| 2016–2017  | Love                                       | Dustin                       | 5 dílů                                                                |
| 2016       | Last Week Tonight with John Oliver         | Apple Engineer               | díl: „Encryption“                                                     |
| 2016       | Chirurgové                                 | Noah                         | díl: „At Last“                                                        |
| 2016–2018  | Elena z Avaloru                            | kapitán Daniel Turner (hlas) | 7 dílů                                                                |
| 2016       | Čas na dobrodružství                       | Grand Prix (hlas)            | díl: „Daddy-Daughter Card Wars“                                       |
| 2016       | Mystérium sexu                             | Dale Connelly                | 2 díly                                                                |
| 2016–2017  | Love                                       | Dustin                       | 5 dílů                                                                |
| 2017–dosud | GLOW                                       | Mark Eagan                   | 9 dílů                                                                |
| 2017       | Wet Hot American Summer: Ten Years Later   | Graham                       | 6 dílů                                                                |
| 2019       | FBI.                                       | Dr. Ed Praeger               | díl: „Apex“                                                           |
| 2019–dosud | In the Dark                                | Dean                         | hlavní role                                                           |

### Videohry
| Rok  | Název      | Role            |
| ---- | ---------- | --------------- |
| 2011 | L.A. Noire | John Cunningham |
| 2016 | Firewatch  | Henry           |

### Divadlo
| Rok  | Název                                       | Role         | Poznámky           |
| ---- | ------------------------------------------- | ------------ | ------------------ |
| 2012 | Harvey                                      | Duane Wilson | Studio 54          |
| 2013 | The Unavoidable Disappearance of Tom Durnin | Chris Wyatt  | Laura Pels Theatre |
| 2016 | Buried Child                                | Bradley      | Jewel Box Theatre  |

## Ocenění a nominace
| Rok  | Ocenění                    | Kategorie                                     | Práce                | Výsledek  |
| ---- | -------------------------- | --------------------------------------------- | -------------------- | --------- |
| 2007 | Satelitní ocenění          | Nejlepší obsazení - televizní seriál          | Šílenci z Manhattanu | vítězství |
| 2007 | Screen Actors Guild Awards | Nejlepší herecké obsazení (dramatický seriál) | Šílenci z Manhattanu | nominace  |
| 2008 | Screen Actors Guild Awards | Nejlepší herecké obsazení (dramatický seriál) | Šílenci z Manhattanu | vítězství |
| 2009 | Screen Actors Guild Awards | Nejlepší herecké obsazení (dramatický seriál) | Šílenci z Manhattanu | vítězství |
| 2010 | Screen Actors Guild Awards | Nejlepší herecké obsazení (dramatický seriál) | Šílenci z Manhattanu | nominace  |
| 2012 | Screen Actors Guild Awards | Nejlepší herecké obsazení (dramatický seriál) | Šílenci z Manhattanu | nominace  |
| 2015 | Screen Actors Guild Awards | Nejlepší herecké obsazení (dramatický seriál) | Šílenci z Manhattanu | nominace  |
| 2016 | The Game Awards            | Nejlepší výkon                                | Firewatch            | nominace  |